# Festival de la Mejorana
El Festival Nacional de la Mejorana o Festival de Guararé es la más importante cita del folclore de la República de Panamá. Cuando llega septiembre, cientos de delegaciones de todo el país se visten de fiestas para participar en el festival de la Mejorana, en Guararé. 
Este evento se realiza en el pueblo de Guararé, aproximadamente a unos 277 kilómetros de la Ciudad de Panamá. Es un espectáculo donde delegaciones de todo el país hacen muestras de sus bailes y expresiones musicales autóctonas. La festividad, se realiza en el marco de las fiestas patronales de la Virgen de las Mercedes en el mes de septiembre de cada año.

## Historia
En 1949 se realizó el primer festival dirigido por Manuel F. Zárate.
Para ser más exactos la génesis del Festival proviene precisamente de la devoción que los guarareños le han rendido por siglos a la Virgen de la Mercedes, cuya imagen que hoy reposa en la parroquia de Guararé, con más de un siglo de haber llegado a este altar.
La actual imagen reemplazó a su antecesora, que según cuenta la historia llegó a estas tierras como obsequio del Rey Carlos V, en los años 1700, a dos beatas entregadas a la fe católica.
Según Melvin Herrera, quien por años ha decorado el anda y la iglesia de Guararé, la primera imagen era de “varitas”. “Solo tenía cabeza y manos y le ponían trajecitos para darle forma” dijo Herrera, quien junto a un grupo de jóvenes artistas del pueblo se preparan la gran ocasión.
Según los registros histórico en el año de 1912 el padre José Vázquez, sacerdote guarareño, mandó a confeccionar una nueva imagen al escultor español Don Idelfonzo Manuel Berraz, establecido en La Villa de Los Santos, quien también talló las imágenes de la Virgen de Las Mercedes que reposan en las iglesias de La Villa de Los Santos y de La Arena de Chitré, pueblos en los que también esta advocación de la Virgen María posee seguidores.
Como mencione anteriormente la vida del Festival y la fe a Mercedita tiene mucho que ver, pues el Festival resulta del agradecimiento de los esposos Manuel y Dora Zarate ante la milagrosa sanación de su hija Edanela, quien fue diagnosticada de leucemia.
“Hubo un doctor que decía que probablemente no era tal enfermedad, pero que era necesario hacer un examen en cuyo proceso se necesitaba un cordero o un becerro, todos los demás doctores del Hospital decían y estaban convencidos de que la niña padecía leucemia” dijo Herrera.
Pero la historia fue otra, el día del examen Don Manuel F Zarate, creador del Festival, fue a orar a la Iglesia Cristo Rey en la capital y pidió a la virgen de las Mercedes le salvara a su hija, y que de darse el milagro en agradecimiento le organizaría una fiesta para que toda la campiña fuera a venerarla.
Luego de ocho horas de espera, recibió el resultado a las cinco de la tarde a través de una llamada la informaban que el resultado era negativo.
Corría el año de 1949, cuando se realizó el primer festival. En 1955 se presentó un proyecto de ley para declarar el Festival de La Mejorana como una Festividad Nacional de la Tradición Panameña. Luego en el 2022 una modificación logró designar un presupuesto de 25 mil dólares anuales brindados por parte del Ministerio de Cultura de Panamá.
Desde entonces el fin de semana que precede el 24 de septiembre, día de la Virgen, se celebra de los mayores tributos a la nacionalidad panameña.

## Concursos
- Concurso de acordeón adulto, Rogelio "Gelo" Córdoba
- Concurso de acordeón infantil, Didio Borrero
- Concurso de carretas, Tiburcio Saavedra
- Concurso de Danza, Lorenzo "Lencho" Vergara
- Concurso de Décima Cantada, Bernardo Cigarruista
- Concurso de Décima Cantada, Félix Pérez
- Concurso de Décima Escrita, Manuel F. Zárate
- Concurso de Indumentarias, Dora Pérez de Zárate
- Concurso de Toque de Mejorana, Aristides Gil y Esteban Rodríguez
- Concurso de Toque de Mejorana Infantil
- Concurso de Tambor Adulto, Gumercindo Díaz
- Concurso de Tambor Infantil
- Concurso de Tunas, Martina Castillo
- Concurso de Violín Escolástico "Colaco" Cortez.

## Reinas del Festival
A continuación las Reinas que han engalanado año tras año el marco del Festival Nacional de la Mejorana.
- (1949) 01- S.M. Fanny Correa
- (1950) 02- S.M. Lalay Espino
- (1951) 03- S.M. Nery Terrientes
- (1952) 04- S.M. Reina Córdoba
- (1953) 05- S.M. Rebeca Cattán
- (1954) 06- S.M. Xenia Espino
- (1955) 07- S.M. Eufrosina López
- (1956) 08- S.M. Aureliana Espino
- (1957) 09- S.M. Emérita Correa
- (1958) 10- S.M. Zoraida Castillero
- (1959) 11- S.M. Nereida Castillero
- (1960) 12- S.M. Rebeca Espino
- (1961) 13- S.M. Armida Rodríguez
- (1962) 14- S.M. Denis Espino
- (1963) 15- S.M. Edelmira Espino
- (1964) 16- S.M. Carmen Bárcenas
- (1965) 17- S.M. Josefa Gómez
- (1966) 18- S.M. Jeannette Kourany
- (1967) 19- S.M. Rosa Shahani
- (1968) 20- S.M. María de J. Díaz
- (1969) 21- S.M. Nancy López
- (1970) 22- S.M. Mirín Díaz
- (1971) 23- S.M. Olga Córdoba
- (1972) 24- S.M. Nayda Díaz
- (1973) 25- S.M. Rosemary Segistán (Bodas de Plata)
- (1974) - No hubo festival
- (1975) 26- S.M. Susana Toral
- (1976) 27- S.M. Janeth Alvarado
- (1977) 28- S.M. Mariela Mendieta †
- (1978) 29- S.M. Vielka Espino
- (1979) 30- S.M. Ahycher Bustamante
- (1980) 31- S.M. Nitzia Leverone
- (1981) 32- S.M. Ana Teresa Jaén
- (1982) 33- S.M. Lina Saavedra
- (1983) 34- S.M. Nina Pinzón
- (1984) 35- S.M. Eucaris García
- (1985) 36- S.M. Ida Domínguez
- (1986) 37- S.M. Celia Cedeño
- (1987) 38- S.M. Julissa Aguilar
- (1988) 39- S.M. Ángela Espino
- (1989) - No hubo festival
- (1990) 40- S.M. Yahaira González
- (1991) 41- S.M. Linelis Saavedra
- (1992) 42- S.M. Alexa Espino
- (1993) 43- S.M. Katania Saavedra
- (1994) 44- S.M. Arcenia Espino
- (1995) 45- S.M. Balkis González Díaz
- (1996) 46- S.M. Damara Angulo
- (1997) 47- S.M. Margarita Bustamante
- (1998) 48- S.M. Milagros Sáez
- (1999) 49- S.M. Arlín González Díaz (Bodas de oro)
- (2000) 50- S.M. Ángela Juliao
- (2001) 51- S.M. Yusmaira Massiel Vaca
- (2002) 52- S.M. Marianela Botello Argüelles
- (2003) 53- S.M. Zue Ellen Vargas Bósquez
- (2004) 54- S.M. Elsy Enith Broce Espino
- (2005) 55- S.M. Massiel Inés Montenegro Morcillo (Bodas de Esmeralda)
- (2006) 56- S.M. Leydis Anette Díaz Castillero
- (2007) 57- S.M. Dayana Carolina Herrera Castillero
- (2008) 58- S.M. Tiana Karina Prímola Yee
- (2009) 59- S.M. Lourdes Guadalupe Brandao
- (2010) 60- S.M. Yarissell Henríquez Vergara (Bodas de Diamante)
- (2011) 61- S.M. Ana Bienvenida Castillo Salazar
- (2012) 62- S.M. Alexandra Mercedes Vargas Benavides
- (2013) 63- S.M. Marlene Espino Batista
- (2014) 64- S.M. Ana Lucía Ritter Soriano
- (2015) 65- S.M. Estefany Pinzón González
- (2016) 66- S.M. Nataly De Los Angeles Díaz Saavedra
- (2017) 67- S.M. Diva Mercedes Falcón Durán
- (2018) 68- S.M. Zaray Dionela Córdoba Leverone
- (2019) 69- S.M. Neslie Mercedes Gutiérrez Díaz
- (2020) - No hubo una edición formal del Festival. Debido a la pandemia mundial de Covid-19, solo se realizaron algunos eventos y torneos de manera virtual, sin coronar una nueva reina.
- (2021) - No hubo una edición formal del Festival. Debido a la pandemia mundial de Covid-19, solo se realizaron algunos eventos y torneos de manera virtual, sin coronar una nueva reina.
- (2022) 70- Lucía Angélica Martínez Gesualdi
- (2023) 71- Madelaine Nicolle Cedeño Pinzón
- (2024) 72 - Maríaluz Saavedra Vergara (Reina Actual)